# Franciszek Miszkiewicz
Franciszek Miszkiewicz (ur. 1844, zm. 18 marca 1901 w Samborze) – c. k. urzędnik skarbowy.

## Życiorys
Urodził się w 1844. W okresie zaboru austriackiego w ramach autonomii galicyjskiej wstąpił do służby urzędniczej Austro-Węgier. Podjął pracę w C. K. Krajowej Dyrekcji Skarbu we Lwowie, gdzie od około 1870 był praktykantem, a od około 1871 do około 1873 koncypistą. Równolegle około 1871/1872 i 1873/1874 był protokolantem w C. K. Sądzie Wyższym w Sprawach Dochodów Skarbowych we Lwowie. Około 1874/1875 był komisarzem skarbu w C. K. Powiatowej Dyrekcji Skarbu w Tarnopolu i jednocześnie asesorem w C. K. Sądzie Powiatowym dla Spraw Dochodów Skarbowych w Tarnopolu. Od około 1875 do około 1883 był komisarzem skarbu w C. K. Powiatowej Dyrekcji Skarbu w Kołomyi. Analogicznie, w tych latach był asesorem w C. K. Sądzie Powiatowym dla Spraw Dochodów Skarbowych w Kołomyi. Od około 1883 do około 1885 był nadkomisarzem skarbu w C. K. Powiatowej Dyrekcji Skarbu w Sanoku. W tym okresie był asesorem w C. K. Sądzie Powiatowym dla Spraw Dochodów Skarbowych w Sanoku. Od około 1884 do około 1886 był nadkomisarzem skarbu w C. K. Powiatowej Dyrekcji Skarbu w Stanisławowie. W tych latach był asesorem w C. K. Sądzie Powiatowym dla Spraw Dochodów Skarbowych w Stanisławowie. Od około 1886 był naczelnikiem C. K. Powiatowej Dyrekcji Skarbu w Sanoku, od około 1887 w charakterze radcy skarbu, od około 1891 do około 1892 w charakterze starszego radcy (nadradcy) skarbu oraz w wyniku zmiany nomenklatury na stanowisku dyrektora. W tych latach był przewodniczącym C. K. Sądu Powiatowego dla Spraw Dochodów Skarbowych w Sanoku. Od około 1892 do około 1894 był dyrektorem C. K. Powiatowej Dyrekcji Skarbu w Kołomyi. W tych latach był przewodniczącym C. K. Sądu Powiatowego dla Spraw Dochodów Skarbowych w Kołomyi. Od około 1894 do około 1899 był dyrektorem C. K. Dyrekcji Okręgu Skarbowego w Jarosławiu. Tam także był przewodniczącym C. K. Sądu Powiatowego dla Spraw Dochodów Skarbowych w Jarosławiu. Od około 1894 do około 1901 był dyrektorem C. K. Dyrekcji Okręgu Skarbowego w Samborze. Tam także był przewodniczącym C. K. Sądu Powiatowego dla Spraw Dochodów Skarbowych w Samborze. Był odznaczony Medalem Jubileuszowym Pamiątkowym dla Cywilnych Funkcjonariuszów Państwowych.
W miejscach swojej pracy zawodowej udzielał się w działalności społecznej. Był członkiem sanockiego gniazda Polskiego Towarzystwa Gimnastycznego „Sokół” (1890, 1891). Około 1898/1899 był przewodniczącym wydziału Kasy Oszczędności w Jarosławiu.
Od około 1873 był żonaty z Emeryką z domu Lisowską (córka c. k. urzędnika Edwarda Lisowskiego, zmarła w 1887 w wieku 34 lat). Zmarł 18 marca 1901 w Samborze. Został pochowany na cmentarzu w Samborze.